# Andrzej Dominiak
Andrzej Dominiak (ur. 12 marca 1939 w Piastowie, zm. 14 września 2023) – polski pięcioboista nowoczesny, trener, mistrz i reprezentant Polski.

## Życiorys
Był absolwentem Akademii Wychowania Fizycznego w Warszawie (1962). Karierę sportową rozpoczął od pływania, od 1960 uprawiał pięciobój nowoczesny, w Legii Warszawa (1960–1963) i Lotniku Warszawa (1966–1971). W tym samym roku zdobył brązowy medal mistrzostw Polski, w 1969 sięgnął po mistrzostwo Polski. Trzykrotnie startował na mistrzostwach świata (1967 – 31 m. indywidualnie, 8 m. drużynowo, 1969 – nie ukończył, 1970 – 33 m. indywidualnie, 10 m. drużynowo). 
Po zakończeniu kariery zawodniczej pracował jako trener, m.in. w latach 1973–1978 był kierownikiem wyszkolenia Polskiego Związku Szermierczego, w latach 1978–1980 pracował w Centralnym Zespole Metodyczno-Szkoleniowym Polskiej Federacji Sportu. W 1981 został trenerem kadry narodowej w pięcioboju nowoczesnym, zastępując Bolesława Bogdana. W tym samym roku jego zawodnicy sięgnęli po złote medale mistrzostw świata (indywidualnie Janusz Pyciak-Peciak i drużynowo), w kolejnych latach nie odniósł jednak większych sukcesów. Jedynie w 1983 prowadzona przez niego drużyna juniorów zdobyła srebrny medal mistrzostw świata w swojej kategorii wiekowej. W styczniu 1987 został zastąpiony na stanowisku trenera kadry przez Zbigniewa Katnera. Od 1987 do 1993 pracował jako trener w Lumelu Zielona Góra, następnie nauczyciel wychowania fizycznego, a od 1999 jako trener grup młodzieżowych w Hesji (Niemcy). Stale współpracował z miesięcznikiem „Sport wyczynowy”.